# Васильєв Юрій Миколайович (актор)
Ю́рій Микола́йович Васи́льєв (рос. Ю́рий Никола́евич Васи́льев, 12 жовтня 1939, Москва, Російська РФСР — 4 червня 1999, Москва, Росія) — радянський і російський актор театру і кіно. Заслужений артист РРФСР (4.11.1974). Народний артист Російської Федерації (1999).

## Біографія
У 1961 році закінчив ГІТІС імені Луначарського, після закінчення прийшов у Малий театр, у якому служив до кінця життя. Грав у спектаклях «Маскарад», «Скажені гроші», «Сірано де Бержерак», «Вбивство Гонзаго», «Бенкет переможців» та інших.
Набув популярності як актор після головної ролі у фільмі С. Герасимова «Журналіст». Картина удостоєна низки нагород радянських і міжнародних кінофестивалів.
У кіно грав переважно ролі другого плану. У 1979 році зіграв у фільмі Володимира Меньшова «Москва сльозам не вірить».
Дружина — актриса Неллі Корнієнко. У шлюбі народилася дочка Катерина (1967).
Помер внаслідок серцевого нападу. Похований на Донському кладовищі поруч із батьками.

## Фільмографія
- «Вашингтонська історія» (1962)
- «Журналіст» (1967, Юрій Миколайович Аляб'єв)
- «Найостанніший день» (1973)
- «Перші радощі» (1977, Цветухін)
- «Незвичайне літо» (1979)
- «Кажан» (1979, князь Орловський)
- «Москва сльозам не вірить» (1979, Родіон)
- «Нам тут жити» (1982, Григорій Черемних)
- «Ми з джазу» (1983, Орлов керівник джаз-оркестру)
- «Валентин і Валентина» (1984, Слава)
- «Крик дельфіна» (1986, О'Грегорі)
- «Шура і Просвірняк» (1987, Артамонов)
- «Нічого не сталося» (1989, Галканов)
- «Тільки не йди» (1992) та ін.